# Buddy Boy Hawkins
Walter „Buddy Boy“ Hawkins war ein früher US-amerikanischer Bluesmusiker. Über sein Leben ist so gut wie nichts bekannt. Wahrscheinlich wuchs er entweder in Alabama oder dem nördlichen Mississippi-Delta auf.

## Leben
1927 entdeckte der Aufnahmeleiter von Paramount Records, Harry Charles, ihn singend in den Straßen von Birmingham und ließ ihn seine ersten Stücke aufnehmen. Charles beschrieb später, dass er bei dieser Session so verschüchtert war, dass er zahlreiche Takes verdarb, in dem er immer wieder gegen das Mikrophon stieß. Charles setzte ihm darauf ein Paar Kopfhörer auf, durch die er ihm bei der geringsten Bewegung zurief „Halt still! Bleib da stehen!“. Insgesamt fiel Charles Urteil über Hawkins sehr negativ aus: „Er sah dich an wie ein Affe. Er hatte nicht einen Krümel Verstand. Er hatte nicht mal genug Gehirn, um nach der Aufnahme zurück zum Zug zu kommen.“ („He'd look up at you just like a monkey...He didn't have a speck of sense...He didn't even have brains enough to get back to the train (after recording)“).
Bis 1929 nahm er (u. a. als „Buddy Boy Hawkins & His Buddies“) insgesamt 12 Stücke auf, die deutlich sein anspruchsvolles Gitarrenspiel illustrieren; es wird angenommen, dass er während des Ersten Weltkriegs in Europa Einflüsse der Flamencogitarre in sein Spiel integriert hat. Textlich kreisen seine Stücke häufig um Eisenbahnen und das Leben als Hobo, was auf einen entsprechenden biographischen Hintergrund schließen lässt.
Zeitweise hielt Hawkins sich im Umfeld von Charley Patton auf. In seiner letzten Aufnahmesession 1929, die zugleich Charley Pattons erste war und zu der beide gemeinsam aus Jackson angereist waren, spielte er (neben drei weiteren Stücken) Pattons Stück „Shake it and break it“ als „Snatch It and Grab It“ ein, Patton selbst singt und ruft dabei betrunken im Hintergrund.

## Songs (chronologisch)
- Shaggy Dog Blues
- Number Three Blues
- Jailhouse Fire Blues
- Snatch It Back Blues
- Workin' on the Railroad
- Yellow Woman Blues
- Raggin' the Blues
- Awful Fix Blues
- A Rag Blues
- How Come Mama Blues
- Snatch It and Grab It
- Voice Throwin' Blues

## Diskographie
- "Complete Recorded Works (1927-1929)", 1991, (aufgrund des geringen Umfangs des Werkes als Gemeinschaftsausgabe zusammen mit dem ebenfalls knappen Werk von William Harris)